# Láthatatlan cirkusz
A Láthatatlan cirkusz (eredeti címe: The Invisible Circus) 2001-ben bemutatott amerikai filmdráma, amelyet Adam Brooks rendezett. A forgatókönyvet az azonos című regény alapján készítették, amit Jennifer Egan szerzett. A produkció főszerepében Jordana Brewster, Christopher Eccleston és Cameron Diaz. 2001. január 11-én mutatták be a Sundance Filmfesztiválon. Magyarországon a televízióban jelent meg először 2011. november 1-jén.

## Cselekmény
1976-ban San Franciscóban Phoebe O'Connort szabadelvű nővére, Faith halála gyötri. Faith Európába utazott, és Portugáliában találtak rá holtan, mikor Phoebe 12 éves volt. Faith halálát öngyilkosságnak nyilvánították, de Phoebe kételkedik ebben az állításban.
Édesanyja akarata ellenére Phoebe is Európába indul, hogy több információt gyűjtsön Faith életének utolsó évéről. Amszterdamban felkutatja Faith barátját, Wolfot, egy angol férfit, aki Faith-tel együtt hagyta el San Franciscót. Wolf Faith öngyilkosságát a droghasználatra, az izgalmak keresésére és a hedonista életmódra vezeti vissza; felidézi Faith-szel 1970 júliusában töltött utolsó pillanatait, amikor Faith úgy döntött, hogy Berlinbe utazik, hogy csatlakozzon a Vörös Hadsereg Frakcióhoz.
Miután Phoebe-nek nyugtalanító látomása van Faithről az utcán, Wolf meghívja, hogy maradjon nála és feleségénél. Wolf visszaemlékszik Faith lelkesedésére, hogy részt vesz radikális politikai tiltakozásokban, beleértve a terrorizmust is, ami megrémítette őt. Phoebe, aki látni akarja, hol élt utoljára a nővére, azt tervezi, hogy Portugáliába utazik. Wolf, bár kezdetben vonakodik, beleegyezik, hogy elkísérje az útra. Hamarosan kapcsolatuk romantikussá válik.
Phoebe és Wolf eljutnak a tengerparti faluba, ahol Faith meghalt. Amikor megérkeznek a sziklához, ahol Faith leesett, Wolf tovább részletezi Faith terrorista szerepét a Vörös Hadsereg Frakcióban, beleértve egy berlini bombarobbantást, amely egy ártatlan ember halálát okozta. Miután újra találkoztak Faith-tel Portugáliában, Wolf bűntudattól gyötörve találta őt, és megígértette vele, hogy soha nem mondja el a családjának, hogy felelős egy ember haláláért. Bár Wolf próbálta megakadályozni, hogy a halálba ugorjon, de nem járt sikerrel. Phoebe és Wolf megölelik egymást, és gyertyát gyújtanak Faithért egy közeli katedrálisban.

## Szereplők
| Szerep             | Színész               | Magyar hangja      |
| ------------------ | --------------------- | ------------------ |
| Phoebe             | Jordana Brewster      | Bogdányi Titanilla |
| Wolf               | Christopher Eccleston | Welker Gábor       |
| Faith              | Cameron Diaz          | Csondor Kata       |
| Gail               | Blythe Danner         | Menszátor Magdolna |
| Phoebe kislányként | Camilla Belle         | Pekár Adrienn      |
| Gene               | Patrick Bergin        | Schneider Zoltán   |
| Claire             | Isabelle Pasco        | n.a                |
| Eric               | Moritz Bleibtreu      | Czető Roland       |

## Fogadtatás

### Kritikai visszhang
A film kedvezőtlen kritikákat kapott. A Rotten Tomatoeson 22%-os minősítést ért el 63 értékelés alapján, az összefoglaló szerint: „Jordana Brewster erős alakítása ellenére a Láthatatlan cirkuszból hiányzik a szükséges drámai feszültség ahhoz, hogy érdekes legyen. A korszak kulturális és politikai összefüggéseit is alig tárja fel.” Todd McCarthy a Varietytől azt írta: „Egy szánalmasan szelíd és fakó ügy.” Lou Lumenick a New York Posttól azt írta: „Egy újabb homályos film az 1970-es évekről, amely inkább a szereplőgárda, mintsem a történet miatt nézhető.” Roger Ebert azt nyilatkozta a filmről: „Amikor a flashbackek információdarabkákkal izgatnak minket, azt jól kell csinálni, különben úgy érezzük, hogy játszanak velünk. Itt a rejtélyt úgy oldják meg, hogy vastag talpú elbeszélői csizmában tapossák át a mesterkéltség mocsarát.”
A MetaCritic 40 pontot adott a 100-ból 22 vélemény alapján. Mark Caro a Chicago Tribune-től azt írta: „Ha egy film a titkok leleplezése köré épül, akkor érdeklődést kell bennünk kelteni a válasz iránt. De Adam Brooks író-rendező, soha nem ad erre semmilyen kényszerítő okot.” Jay Carr a Boston Globe-on azt írta a filmről, hogy „végzetesen tartalmatlan”.

### Bevételi adatok
A Box Office Mojo szerint a film 494 ezer dolláros bevételt ért el, a költségvetésről nincs adat.